# Adolphe Rompteaux
Adolphe Rompteaux, né le 19 octobre 1913 à Erre dans le Nord et mort le 21 décembre 1944 dans le camp de concentration de Gusen en Autriche, est un mineur et un déporté français.

## Biographie
Adolphe Rompteaux naît le 19 octobre 1913 à Erre dans le Nord.
Il est déporté de Lille à Louvain en Belgique le 19 mars 1942, à Aix-la-Chapelle le 2 octobre 1942 puis au camp de concentration de Mauthausen le 9 octobre 1942. Il est enfin envoyé à Gusen le 11 mars 1944. 
Il meurt le 21 décembre 1944 dans le camp de concentration de Gusen en Autriche.
Une rue porte son nom à Erre.

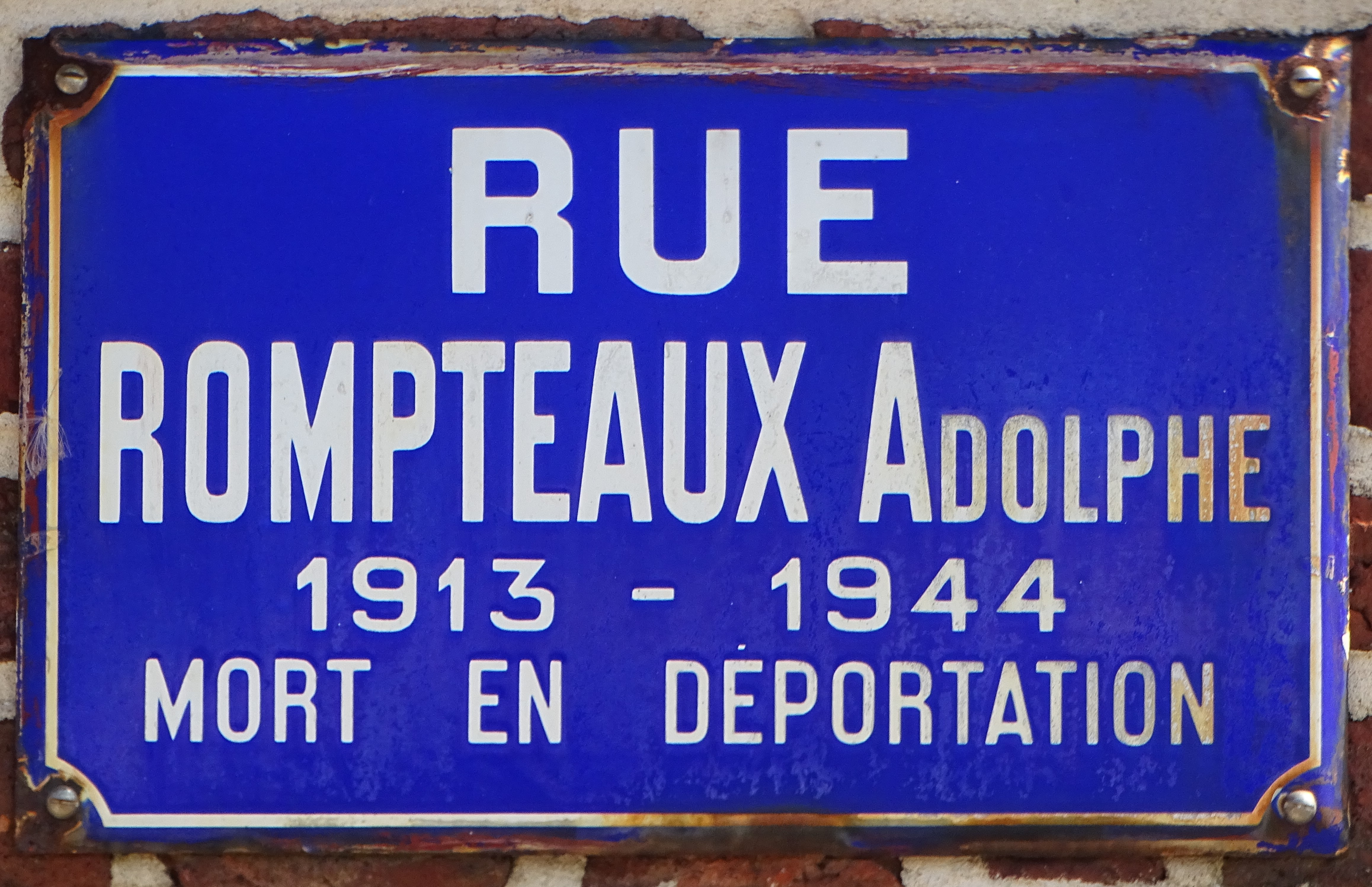
Rue Adolphe-Rompteaux.
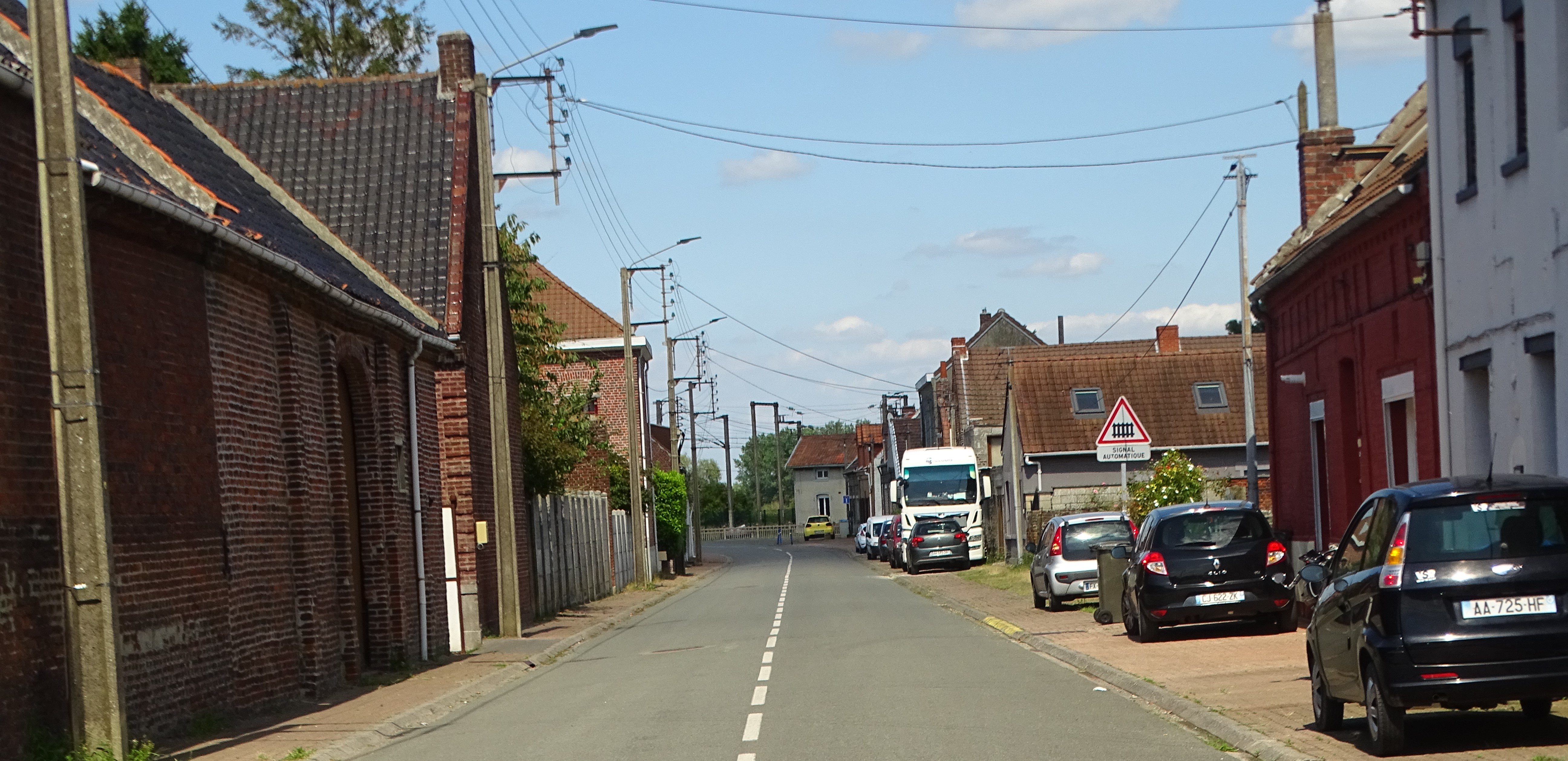
Rue Adolphe-Rompteaux.